# L'estro armonico
 (mai 2018).
Pour les articles homonymes, voir Concertos pour clavecin de Bach.
L'estro armonico (L'invention harmonique, en italien) opus 3 est une série de douze concertos pour un, deux, ou quatre violons, orchestre, et basse continue d'Antonio Vivaldi (1678-1741), dédiée à Ferdinand III de Médicis, prince de Florence, grand-duc héritier de Toscane.

## Historique
Il s'agit de l'œuvre concertante la plus célèbre de Vivaldi après Les Quatre Saisons tirées de son opus 8, mais ce fut surtout celle qui le fit connaître en Europe, après qu'il eut publié deux suites de sonates (douze Sonates en trio, op. 1 et op. 2). Vivaldi était cependant loin d'être sans expérience, ayant pratiqué la composition de concertos depuis près de dix ans pour ses concerts au Pio Ospedale della Pietà de Venise. Sa renommée avait d'ailleurs commencé à s'étendre en Europe et cette fois, alors que ses deux premiers recueils de sonates avaient été édités en Italie, il envoya ses manuscrits à l'éditeur Étienne Roger à Amsterdam, qui les y publia en 1711. Le cycle connut un grand succès et fut peu après réimprimé à Paris et à Londres. Il semble que Vivaldi ait soigneusement assemblé les concertos devant constituer son cycle, et choisi parmi ses compositions les plus accomplies.
Bach, parmi ses dix transcriptions des concertos de Vivaldi, en tira six de L'Estro Armonico : trois pour clavecin seul (no 3 : BWV 978 en fa majeur, no 9 : BWV 972 en ré majeur, no 12 : BWV 976 en do majeur) (cf 16 concertos pour clavecin solo BWV 972-987), deux pour orgue (no 8 : BWV 593 en la mineur, no 11 : BWV 596 en ré mineur) et un concerto pour quatre clavecins BWV 1065 (no 10), s'appuyant sur des copies manuscrites circulant alors parmi les musiciens européens et non sur les versions éditées.
Ces transcriptions eurent une importance déterminante au XIXe siècle dans la redécouverte de Vivaldi et de son œuvre, largement oubliés depuis des décennies. 
Des musicologues allemands s'intéressèrent à cet obscur compositeur vénitien dont Bach s'était donné la peine de transcrire nombre de concertos pour les instruments à clavier (orgue et clavecin) ...

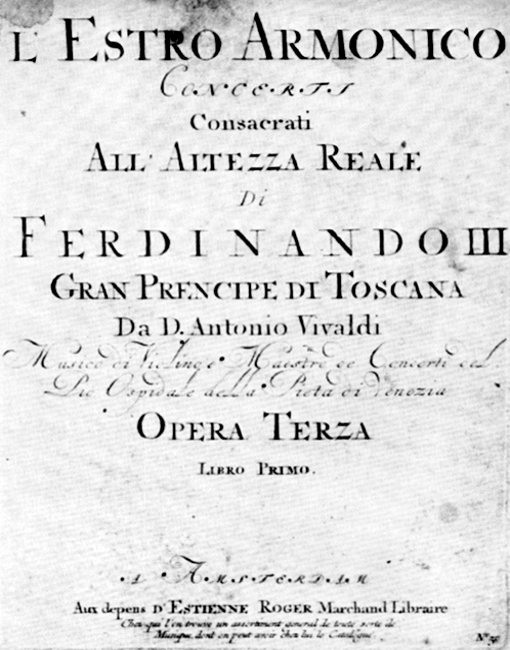

## Analyse
Les concertos ne sont pas ordonnés suivant l'ordre chronologique de composition mais sont disposés en quatre groupes de trois (le premier pour quatre violons, puis deux et enfin un seul), alternant les modes mineur et majeur.
L'estro armonico présente un panorama complet des styles et genres de concertos au début du XVIIIe siècle : 
- selon l'instrumentation : concerto de soliste (nos  3, 6, 9, 12) et concerto grosso variant la composition du concertino ;
- les concertos grossos se répartissent entre concertos da camera (3 mouvements : allegro, largo, allegro - nos  1, 5, 8, 10, 11) et concertos da chiesa (4 mouvements voire plus, débutant par un mouvement lent à la manière de Corelli - nos  2, 4, 7).

Le troisième mouvement du concerto no 11 (3. Allegro) présente une rare (s'agissant de Vivaldi) pièce en forme de fugue.
Le concerto grosso est le genre hérité de Corelli : le concerto le plus « corellien » de Vivaldi, y compris dans sa thématique, est le concerto no 7. Mais c'est pour lui un genre suranné, qu'il abandonne dès après l'opus 3, pour ne plus y revenir.

## Contenu du recueil
Concerto no 1 en ré majeur pour quatre violons et cordes, RV. 549 :
- 1. Allegro
- 2. Largo e spiccato
- 3. Allegro

Concerto no 2 en sol mineur pour deux violons, violoncelle et cordes, RV. 578 :
- 1. Adagio e spiccato
- 2. Allegro
- 3. Larghetto
- 4. Allegro

Concerto no 3 en sol majeur pour violon et cordes, RV. 310 :
- 1. Allegro
- 2. Largo
- 3. Allegro

Transcrit par Jean-Sébastien Bach en concerto pour clavecin BWV 978. 
Concerto no 4 en mi mineur pour quatre violons et cordes, RV. 550 :
- 1. Andante
- 2. Allegro assai
- 3. Adagio
- 4. Allegro

Concerto no 5 en la majeur pour deux violons et cordes, RV. 519 :
- 1. Allegro
- 2. Largo
- 3. Allegro

Concerto no 6 en la mineur pour violon et cordes, RV. 356 :
- 1. Allegro
- 2. Largo
- 3. Presto

Concerto no 7 en fa majeur pour quatre violons, violoncelle et cordes,  RV. 567 :
- 1. Andante
- 2. Adagio
- 3. Allegro
- 4. Adagio
- 5. Allegro

Concerto no 8 en la mineur pour deux violons et cordes, RV. 522 :
- 1. Allegro
- 2. Larghetto e spiritoso
- 3. Allegro

Transcrit par Jean-Sébastien Bach en concerto pour orgue BWV 593. 
Concerto no 9 en ré majeur pour violon et cordes, RV. 230 :
- 1. Allegro
- 2. Larghetto
- 3. Allegro

Transcrit par Jean-Sébastien Bach en concerto pour clavecin BWV 972. 
Concerto no 10 en si mineur pour quatre violons, violoncelle et cordes, RV. 580 :
- 1. Allegro
- 2. Largo - Larghetto - Adagio - Largo
- 3. Allegro

Transcrit en 1735 par Jean-Sébastien Bach en concerto pour quatre clavecins BWV 1065. 
Concerto no 11 en ré mineur pour deux violons, violoncelle et cordes, RV. 565 :
- 1. Allegro
- 2. Adagio e spiccato
- 3. Allegro
- 4. Largo e spiccato
- 5. Allegro

Transcrit par Jean-Sébastien Bach en concerto pour orgue BWV 596. 
Concerto no 12 en mi majeur pour violon et cordes, RV. 265 :
- 1. Allegro
- 2. Largo e spiccato
- 3. Allegro

Transcrit par Jean-Sébastien Bach en concerto pour clavecin BWV 976.

## Les transcriptions par Bach
Voir aussi : 
- 16 concertos pour clavecin solo BWV 972-987
- 5 concertos pour orgue BWV 592-596

Bach a transcrit pour clavecin trois concertos pour violon solo, pour orgue deux concertos pour deux violons, et pour quatre clavecins un concerto pour quatre violons.
| Concerto de Vivaldi                                 | Opus / Numéro RV      | Transcription de Bach                    | Numéro BWV |
| --------------------------------------------------- | --------------------- | ---------------------------------------- | ---------- |
| Concerto en Sol Majeur pour violon                  | Opus 3 no 3 / RV 310  | Transcription en fa majeur pour clavecin | BWV 978    |
| Concerto en la mineur pour deux violons             | Opus 3 no 8 / RV 522  | Transcription en la mineur pour orgue    | BWV 593    |
| Concerto en Ré Majeur pour violon                   | Opus 3 no 9 / RV 230  | Transcription en ré majeur pour clavecin | BWV 972    |
| Concerto en si mineur pour 4 violons et violoncelle | Opus 3 no 10 / RV 580 | Concerto en la mineur pour 4 clavecins   | BWV 1065   |
| Concerto en ré mineur pour 2 violons et violoncelle | Opus 3 no 11 / RV 565 | Transcription en ré mineur pour orgue    | BWV 596    |
| Concerto en Mi Majeur pour violon                   | Opus 3 no 12 / RV 265 | Transcription en ut majeur pour clavecin | BWV 976    |

## Discographie
- I Musici, 1963, Philips
- Trevor Pinnock, 1990, Archiv Produktion
- Christopher Hogwood, 1998, Decca
- Café Zimmermann, 2012, Alpha 193